# Paul Meakin
Paul Meakin (* 1944) ist ein britisch-US-amerikanischer Physiker und Chemiker, der auf dem Gebiet der statistischen Mechanik und speziell zu Systemen fernab vom thermodynamischen Gleichgewicht arbeitet.

## Leben
Paul Meakin wurde in England geboren und studierte bis 1965 Chemie an der University of Manchester. Anschließend wechselte er an die University of California in Santa Barbara, wo er 1969 auf dem Gebiet der physikalischen Chemie promoviert wurde. Danach arbeitete er 23 Jahre lang in der Forschungs- und Entwicklungsabteilung von DuPont in Wilmington. 1992 ging er nach Norwegen und war bis 2001 Professor an der Universität Oslo. Nach seiner Rückkehr in die USA wurde er am Idaho National Laboratory des Department of Energy Direktor des Center for Advanced Modeling and Simulation.
Meakin gilt als einer der produktivsten und meistzitierten Physiker und theoretischen Chemiker. Er hat wesentliche Beiträge zum Verständnis komplexer Systeme fernab vom thermodynamischen Gleichgewicht mittels Anwendung von Methoden der statistischen Mechanik geleistet. Er veröffentlichte zahlreiche Arbeiten zum diffusionsbegrenzten Wachstum (diffusion limited aggregation), zur Musterbildung und zu Fraktalen und Multifraktalen sowie Anwendungen dieser Modelle in Physik, Chemie, Biologie und den Geowissenschaften.
1989 wurde er Fellow der American Physical Society. Er ist auswärtiges Mitglied der Norwegischen Akademie der Wissenschaften. 2007 erhielt er in Norwegen den Gunnar Randers Forschungspreis.

## Schriften (Auswahl)
- Paul Meakin: Fractals, Scaling and Growth Far from Equilibrium. Cambridge University Press, Cambridge 1998, ISBN 0-521-45253-8, S. 694.
- B. Jamtveit, P. Meakin (Hrsg.): Growth, Dissolution and Pattern Formation in Geosystems. Springer, Dordrecht 1999, ISBN 978-90-481-4030-5, doi:10.1007/978-94-015-9179-9.
- Paul Meakin: Diffusion-controlled cluster formation in two, three, and four dimensions. In: Physical Review A. Band 27, Nr. 1, 1983, S. 604, doi:10.1103/PhysRevA.27.604.
- Paul Meakin: A new model for biological pattern formation. In: Journal of Theoretical Biology. Band 118, Nr. 1, 1986, S. 101–113, doi:10.1016/S0022-5193(86)80011-X.
- Paul Meakin: Fractal aggregates. In: Advances in Colloid and Interface Science. Band 28, 1987, S. 249–331, doi:10.1016/0001-8686(87)80016-7.
- Paul Meakin: Models for colloidal aggregation. In: Annual Review of Physical Chemistry. Band 39, 1988, S. 237–267, doi:10.1146/annurev.pc.39.100188.001321.
- Paul Meakin: Fractal structures. In: Progress in Solid State Chemistry. Band 20, Nr. 3, 1990, S. 135–233, doi:10.1016/0079-6786(90)90001-V.
- Paul Meakin: Fractal aggregates in geophysics. In: Reviews of Geophysics. Band 29, Nr. 3, 1991, S. 317–354, doi:10.1029/91RG00688.
- Paul Meakin: A historical introduction to computer models for fractal aggregates. In: Journal of Sol-Gel Science and Technology. Band 15, 1999, S. 97–117.